# Sean Storey
Sean Storey (* 19. August 1971 in Immingham) ist ein englischer Snookerspieler. Ab 1991 war er 16 Jahre lang als Profi auf der Snooker Main Tour aktiv.

## Karriere

### Anfangserfolge und Rückschritte
Sean Storey begann erst mit 14 Jahren mit dem Snookerspielen. Er gehörte zu den Spielern, die sich mit der Öffnung der Profitour 1991 bei den Profiturnieren anmeldeten. Bereits im ersten Jahr hatte er einen ersten größeren Erfolg, als er bei den Asian Open durch 4 Runden der Amateurqualifikation kam und anschließend mit Jon Wright und Eugene Hughes zwei Spieler mit mehrjähriger Profierfahrung besiegte. Er erreichte das Hauptturnier der Letzten 64, wo er gegen den Weltranglisten-9. Dennis Taylor verlor. Sonst kam er zwar nur bei den Strachan Open an die Letzten 128 heran, aber seine erste Weltranglistenplatzierung am Ende der Saison 1991/92 war Nr. 147, wodurch er sich von da an die ersten Qualifikationsrunden ersparte. Die nächste Saison begann er gleich mit einem weiteren Hauptturniereinzug beim Dubai Classic. Auch bei den Asian Open wiederholte er das Ergebnis aus dem Vorjahr. Beim zweiten Turnier der Strachan Challenge, einer Serie mit reduzierten Wertungspunkten, kam er ebenfalls unter die Letzten 64. Jason Prince und Stephen Murphy gehörten zu den Top-64-Spielern, die er in dieser Saison besiegte. 1993/94 gewann er bei den ersten fünf Turnieren nur ein Match, dann erreichte er aber bei den Welsh Open wieder das Hauptturnier. Bei der Strachan Challenge kam er gleich zweimal unter die Letzten 64, allerdings gab es dafür in dieser Saison keine Weltranglistenpunkte mehr. Am Saisonende schaffte er das Ergebnis auch bei einem der großen Turniere, der Weltmeisterschaft. Damit verbesserte er sich in der Weltrangliste auch bis auf Platz 96.
Es folgten zwei magere Jahre. Saison 1994/95 verlor er 7 Mal sein Auftaktmatch. Nur zweimal erreichte er Runde 2, wo er dann aber jeweils auch verlor. Das Jahr darauf begann er dann zwar mit einer weiteren Top-64-Platzierung beim Thailand Classic, aber danach verlor er wieder fast alle Turniere entweder in Runde 1 oder 2. Damit fiel er in der Rangliste wieder bis auf Platz 129 zurück. In der Saison 1996/97 stand er dann beim Asian Classic und bei der Benson and Hedges Championship unter den Letzten 64, bevor er beim Grand Prix mit Dennis Taylor erstmals einen Top-32-Spieler bezwang und in die Runde der Letzten 32 einzog. Bei den British Open erreichte er ein weiteres Mal das Hauptturnier. Weitere drei Mal erreichte er die dritte Runde. Damit machte er in einem Jahr den Rückschritt der beiden Vorjahre wett und stieg wieder auf Platz 82.

### Main-Tour-Jahre
Zur Saison 1997/98 wurde das Profifeld wieder beschränkt und in Main Tour und UK Tour aufgeteilt. Storey hatte kein Problem, sich über die WPBSA Qualifying School für die Toptour zu qualifizieren. Nachdem er im ersten Turnier noch knapp gescheitert war, gewann er im zweiten Turnier seine Gruppe mit 5:1 gegen Joe Delaney. Sein Auftaktmatch in die Saison verlor er beim Grand Prix mit 1:5 gegen Euan Henderson. Er revanchierte sich bei der UK Championship mit 6:1 und nach einem Sieg über Martin Clark stand er auch beim zweitwichtigsten Turnier in der Runde der Letzten 32. Dort hielt er bis zum 5:5 gegen den Weltranglistenersten Stephen Hendry mit, verlor dann aber 7:9. Bei den Welsh Open erreichte er ein weiters Mal die Hauptrunde nach einem knappen 5:4-Sieg über den 15. der Weltrangliste Darren Morgan. Beim Thailand Masters stand er unter den Letzten 48. Wegen des Erstrundenaus bei der Weltmeisterschaft verpasste er aber den Vorstoß unter die Top 64 der Weltrangliste und Platz 72 war sein vorläufiger Karrierehöhepunkt. Nach einer verkorksten Saison mit nur drei Siegen gab es 1999/2000 immerhin wieder drei Top-64-Ergebnisse. Trotzdem drohte er wieder aus den Top 100 herauszufallen. Diese Tendenz verstärkte sich im Jahr darauf, als er bis zur Saisonhälfte nicht über die zweite Runde eines Turniers hinauskam. Zwar kam er bei der Benson and Hedges Championship sogar bis ins Achtelfinale, dafür gab es aber keine Ranglistenpunkte. Auch Runde 3 bei den Welsh Open änderten nicht viel. Dann stand er aber auch bei der abschließenden Weltmeisterschaft in Runde 3. Er besiegte Gary Ponting und anschließend auch den aufstrebenden Stephen Maguire und spielte gegen den Nordiren Terry Murphy erstmals um den Einzug ins Hauptturnier. Das ausgeglichene Match ging in den Entscheidungsframe, den Storey mit 64:2 für sich entschied. Im Crucible Theatre von Sheffield traf er dann auf den nächsten Nordiren: Auch gegen den Weltranglisten-16. Joe Swail entwickelte sich ein ausgeglichenes Spiel. Nach 7:7 verschaffte sich der Engländer einen 9:7-Vorsprung, schaffte es aber nicht zu vollenden. Swail glich aus und behielt dann auch im Entscheidungsframe mit 92:0 die Oberhand. Nach seinem größten Erfolg bis dahin startete er auch erfolgreich in die Saison 2001/02 und erreichte bei den British Open die Runde der Letzten 48, nachdem er ein weiteres Mal Darren Morgan besiegt hatte. Bei der Benson and Hedges Championship, das ohne die Top 16 der Weltrangliste ausgetragen wurde, erreichte er nach Siegen über Terry Murphy und Michael Judge das Halbfinale. Bei den weiteren Turnieren schied er aber mehrfach in Runde 1 aus, nur bei den Scottish Open erreichte er Runde 4 und die Weltmeisterschaft endete ebenfalls mit dem Auftaktmatch. Mit Platz 82 war er damit so weit wie vor fünf Jahren.
Die Saison 2002/03 wurde dann zur erfolgreichsten seiner Karriere. Bei den British Open kam er erstmals unter die Letzten 48. Nach zwei Top-64-Ergebnissen stand er auch beim Irish Masters unter den Letzten 48 und bei den Scottish Open kam er noch eine Runde weiter ins Hauptturnier. Bei der Weltmeisterschaft musste er dann die Punkte von vor zwei Jahren verteidigen. Mit einem Sieg über Dominic Dale schaffte er zum zweiten Mal den Einzug ins Crucible und gegen den 13. der Weltrangliste Joe Perry gelang ihm mit einem deutlichen 10:4-Sieg sogar der Achtelfinaleinzug. Gegen John Higgins verlor er dann aber klar mit 7:13. In der Weltrangliste brachte ihn das Ergebnis bis auf Platz 51 nach vorne. Doch es folgte unmittelbar wieder eine schlechte Saison mit 6 Auftaktniederlagen. Nur das Erreichen der Runde der Letzten 48 bei den European Open war ein Erfolg und brachte ihn sogar noch einen Platz höher auf Position 50, seiner höchsten Weltranglistenplatzierung.
2004/05 verlor er dann viele Punkte, weil die Ergebnisse seiner Erfolgssaison verfielen. Nur bei der UK Championship erreichte er die dritte Runde, viermal kam er in Runde 2 und bei der Weltmeisterschaft verlor er erneut das Auftaktmatch. Er fiel aus den Top 64 und nur die Einjahreswertung rettete ihm den Tourverbleib. Runde 3 bei der UK Championship war auch im Jahr darauf sein bestes Ergebnis und wieder verlor er die letzten drei Auftaktspiele. Mit Platz 65 hätte er den Profistatus diesmal nur ganz knapp verpasst, aber noch einmal hatte er Glück. Der Weltverband vergab für die nächste Saison zwei Wildcards und wählte für die eine den langjährigen Profi aus. In seiner 16. Saison hatte der inzwischen 37-jährige Engländer noch ein paar ordentliche Ergebnisse und kam zum dritten Mal in Folge bei der UK Championship in die Runde der Letzten 64. Letzten Endes reichte es damit aber auch nur für Platz 80 der Weltrangliste, womit er endgültig aus der Main Tour ausschied und schließlich seine Profikarriere beendete.

### Rekorde
Während seiner Profikarriere war ein Break von 145 Punkten bei den British Open 2001 das beste Ergebnis von Sean Storey. 1997 stellte er aber bei einem Einladungsturnier der South Yorkshire Times in Mexborough mit Profis und Amateuren einen Rekord auf. Als erster Spieler erzielte er in einem offiziellen Turnier zwei Maximum Breaks in einem Turnier. Im Viertelfinale gegen Steve Judd und im Halbfinale gegen Karl Burrows gelang ihm jeweils das „perfekte Break“ mit der Maximalpunktzahl 147. Dies brachte ihm auch einen Eintrag ins Guinness-Buch der Rekorde.
An einem weiteren Rekord war er beteiligt. Beim Qualifikationsturnier für die Asian Open 1992 in Stoke-on-Trent endete im Spiel der Runde 5 zwischen Storey und Graham Cripsey ein Frame 93:92. Storey verpasste 13 Mal in Folge die anzuspielende Kugel und trug so jede Menge Foulpunkte bei. 185 Punkte von beiden Spielern in einem Frame sind die höchste bekannte Punktzahl in einem offiziellen Match. Storey gewann das Match schließlich mit 5:1.

## Erfolge
Ranglistenturniere:
- Achtelfinale: Weltmeisterschaft (2003)
- Runde der Letzten 32: Weltmeisterschaft (2001), Grand Prix (1996), UK Championship (1997), Welsh Open (1998), Scottish Open (2003)

Andere Profiturniere:
- Halbfinale: Benson and Hedges Championship (2001)
- Achtelfinale: Benson and Hedges Championship (2000)

Qualifikationsturniere:
- Gruppensieger: WPBSA Qualifying School (1997 – Turnier 2)
- Gruppenfinalist: WPBSA Qualifying School (1997 – Turnier 1)